# 自由主義史觀
自由主義史觀是由東京大學教授藤岡信勝提倡的歷史驗證法。它把它的攻擊對象稱為「自虐史觀」。
虽然该学派的人把该史观的名字叫做自由主义主义史观，但事实上这种史观与自由主义并无关系。甚至不支持自由、民主，并反對人權，例如八木秀次的『反「人權」宣言』等。
它的提倡者和支持者支持了一些連「大東亞戰爭肯定史觀」、「東京審判史觀」、「第三國際史觀」都沒有支持的立場。反對者批評它是「歷史修正主義」、「新皇國史觀」。
自由主義史觀重視人物為歷史的起因，認為「『偉大』的人物創造輝煌的歷史」。它甚至排斥日本戰後以重視經濟等等「下部構造」為主流的歷史觀。
雖然重視人物史被一些人覺得「還可以了解」，但歷史學家質疑自由主義史觀為甚麼要輕視社會情況、民生等「下部構造」。因此，支持自由主義史觀的人鮮有專修過歷史的學者，也不受歷史學家接受。
以自由主義史觀作立場的「新歷史教科書」出版時在日本賣得很好，而且在中國、韓國等國家引起很大的迴響，一度掀起了民众的反日情緒。
自由主義史觀受到日本右翼團體的強烈推薦，產經新聞也支持這個歷史觀。文藝春秋社、小學館、幻冬舍、PHP研究所、扶桑社、展轉社和飛鳥新社也跟隨這個思想。

## 有關條目
- 日本歷史教科書問題
- 2005年中國反日示威活動
- 歷史修正主義

## 外部連結
- 教科書が教えない歴史（自由主義史觀研究會官方網站）